# Dering v Uris
Dering v Uris y otros fue una demanda por difamación presentada en el año 1964 en Inglaterra por Wladislaw Dering, nacido en Polonia, contra el escritor estadounidense Leon Uris. Fue descrito en ese momento como el primer juicio por crímenes de guerra celebrado en Gran Bretaña.
Dering alegó que Uris lo había difamado en una nota al pie de su novela Éxodo, que describía su participación en experimentos médicos en el campo de concentración de Auschwitz durante el Holocausto. El caso fue juzgado en el Tribunal Superior de Justicia ante el juez Lawton y un jurado entre abril y mayo de 1964. El 6 de mayo, el jurado emitió el veredicto a favor de Dering, pero le otorgó una indemnización despectiva de medio penique, la moneda de menor valor en el Reino Unido. Como resultado, Dering tuvo que pagar los costos legales.
El juicio atrajo una amplia cobertura mediática. En particular, el periódico The Times proporcionó una amplia cobertura del caso, presentando gran parte del testimonio presentado en el tribunal. La novela QB VII y su adaptación en la miniserie de televisión del año 1974 se basan en este caso.

## Los hechos
Wladislaw Alexander Dering fue un médico polaco que fue encarcelado en Auschwitz durante la Segunda Guerra Mundial por su actividad en la resistencia. Después de la guerra llegó a Gran Bretaña, pero fue detenido por el gobierno británico como presunto criminal de guerra, mientras el gobierno polaco pedía su extradición. En 1948 el ministro del Interior decidió que no había pruebas suficientes para respaldar un caso prima facie en su contra y fue puesto en libertad. Dering se unió entonces al Colonial Medical Service, dirigiendo un hospital en Hargeisa, Somalia Británica. Por sus servicios, fue nombrado miembro de la Excelentísima Orden del Imperio Británico en 1960. Ese mismo año regresó a Inglaterra para practicar la medicina en el norte de Londres.
Después de su regreso, su familia le llamó la atención sobre un pasaje de la novela Éxodo del autor estadounidense Leon Uris. El pasaje, en la página 155, decía:
Aquí, en el Bloque X, el Dr. Eduard Wirths usó mujeres como conejillos de indias y el Dr. Schumann esterilizó mediante castración y rayos X y Clauberg extirpó los ovarios y el Dr. Dehring realizó 17,000 'experimentos' en cirugía sin anestésicos.
Dering inició una demanda por difamación contra Uris, sus editores británicos William Kimber & Co Ltd y los impresores. Estos últimos llegaron a un acuerdo antes del juicio por 500 libras esterlinas y una disculpa. Uris y William Kimber admitieron que las palabras en cuestión eran difamatorias contra Dering, pero alegaron que  eran verdaderas en sustancia y de hecho, salvo algunas excepciones.

## La prueba
El juicio se inició en el Tribunal Superior de Justicia de Londres el 13 de abril de 1964 ante el juez Frederick Lawton y un jurado. Colin Duncan QC (con Brian Neill) representó a Dering, mientras que Lord Gardiner (con David Hirst y Louis Blom-Cooper) representó a los acusados.
Ante el tribunal, Dering negó haber realizado esperimentos con seres humanos. Afirmó que extrajo los órganos sexuales de los prisioneros porque Schumann le había pedido a Dering que lo ayudara. Decidió que era mejor no negarse, porque pensó que era mejor que él realizara las operaciones en vez de una persona no capacitada. Además, afirmó que los órganos que extrajo ya estaban dañados con lo cual su intervención fue en beneficio de la salud de los presos. También afirmó que temía por su vida si no cumplía con la solicitud de Schumann. Finalmente, negó haber operado sin anestesia y afirmó que de las 17.000 operaciones que realizó en Auschwitz, solo unas 130 no eran operaciones normales y adecuadas.
La defensa admitió que se infló la cifra de 17.000 'experimentos' y que se administraron algunos anestésicos. Sin embargo, cuestionaron la afirmación de Dering de que su vida habría estado en peligro si no hubiera llevado a cabo las operaciones. También cuestionaron la afirmación de Dering que la anestesia fue efectiva. La defensa presentó a varios testigos que habían sido operados por Dering, como así también presos-médicos que habían trabajado con él. Los médicos declararon que habían rechazado las solicitudes de los médicos nazis de ayudarlos en sus experimentos y que no habían sido castigados como consecuencia.
Uno de los momentos más dramáticos del juicio ocurrió durante el testimonio de la Dra. Adélaïde Hautval, una psiquiatra francesa encarcelada que trabajaba en el hospital del campo. Ella testificó que se negó a ayudar a los médicos nazis en los experimentos:
Gardiner: ¿Como resultado le dispararon?
Hautval: No
Gardiner: ¿Fue castigada  de alguna manera?
Hautval: No.
Luego testificó que le dijo al Dr. Wirths que realizar las operaciones iba en contra de su concepción de la medicina.
Hautval: Me preguntó: "¿No ves que estas personas son diferentes a ti?" y le respondí que había varias personas distintas a mí, empezando por él.
Gardiner: No volveré a preguntarle si le dispararon. ¿El Dr. Wirths dijo algo más?

Hautval: No dijo nada más.
El jurado otorgó a Dering medio penique en daños, la moneda de menor valor del reino. Dado que el editor y el autor habían pagado una suma simbólica de £ 2 en el tribunal, Dering era responsable de todos los costos legales que ascendían a £ 25 000 a partir de ese momento, según las reglas del tribunal. Sin embargo, Dehring murió y Kimber tuvo que hacerse cargo de los costos legales.
En una conferencia de prensa realizada en el Hotel Howard por Uris y el editor Kimber, se informó que Uris hizo un comentario de que las futuras ediciones de Exodus omitirían el nombre de Dering. Uris y los editores, William Kimber and Company, admitieron que un párrafo del libro que se refería a los experimentos médicos de Auschwitz era difamatorio para Dering, pero también sostuvieron que el contenido era verdadero.
El proceso recibió una amplia cobertura. Rompiendo con la tradición de que solo informaba sobre sentencias, The Times Law Report envió a dos periodistas a informar sobre el juicio. Los informes del Times se publicaron más tarde en forma de libro (Auschwitz en Inglaterra, 1965). Se dijo que la circulación del periódico aumentó por primera vez desde el final de la Segunda Guerra Mundial como resultado de esto.
Uris había utilizado como fuente de información Underground: The Story of a People de Joseph Tenenbaum cuando se refirió a los médicos que trabajaban en Auschwitz.